# بی‌وا
بی‌وا (انگلیسی: BayWa) شرکت خوشه‌ای آلمانی است، که در سال ۱۹۲۳ تأسیس شد.